# Linum bessarabicum
Linum bessarabicum är en linväxtart som först beskrevs av Savul. och Rayss, och fick sitt nu gällande namn av Klok. och Sergei Vasilievich Juzepczuk. Linum bessarabicum ingår i släktet linsläktet, och familjen linväxter. Inga underarter finns listade i Catalogue of Life.